# Charles de Freycinet

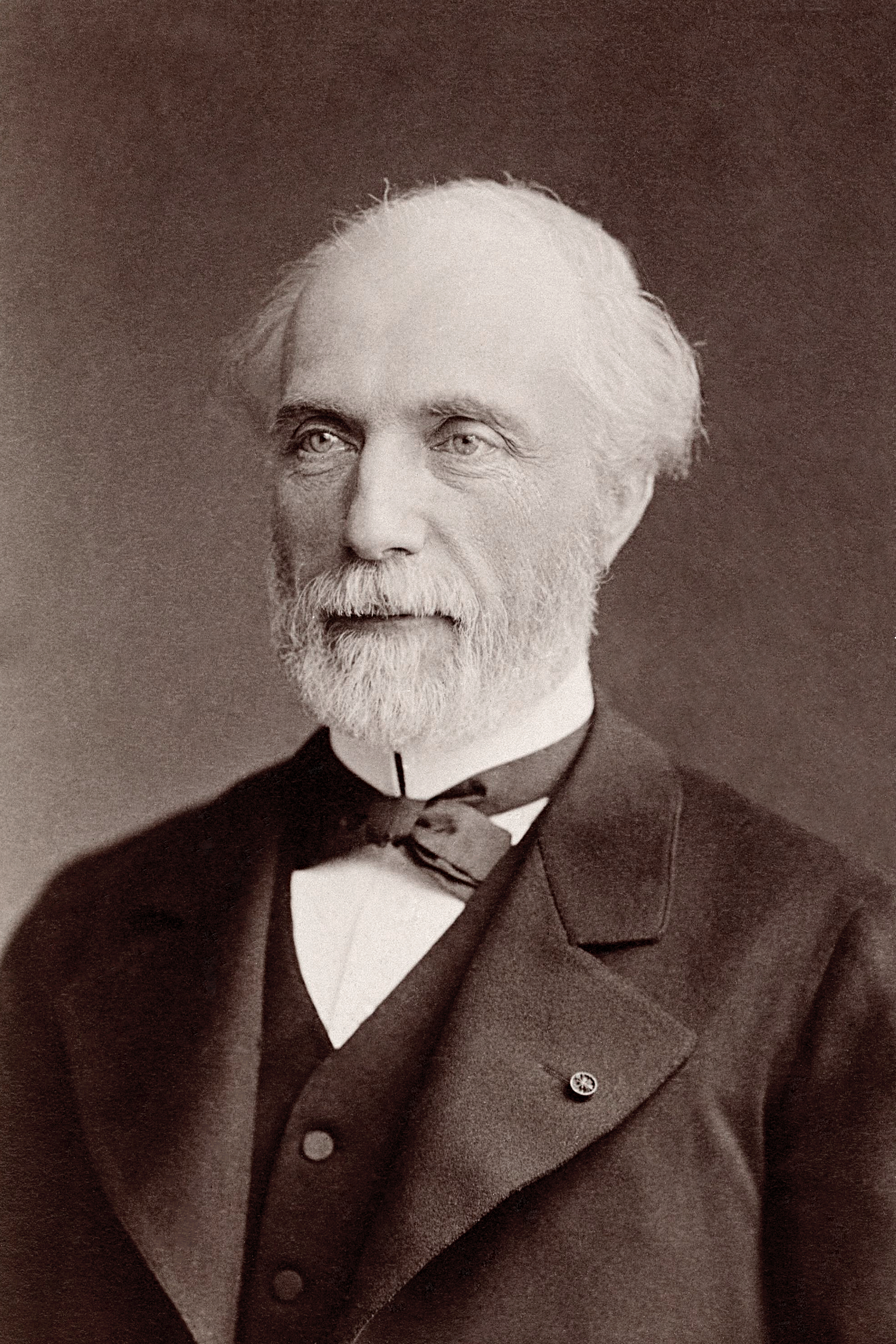
Charles de Freycinet

Charles Louis de Saulces de Freycinet (Foix, 14 november 1828 - Parijs, 14 mei 1923) was een Frans politicus.

## Vroege carrière
Charles de Freycinet was afkomstig uit een Frans protestants adellijk geslacht. Hij studeerde aan de École Polytechnique in Parijs. Na zijn studie trad hij toe tot het elitaire Corps des Mines, een onderdeel van de Franse staat. In 1858 werd hij benoemd tot vervoersmanager bij de Compagnie de chemins de fer du Midi, een post die hij uitstekend vervulde. Na 1862 maakte hij opnieuw deel uit van de Corps des Mines. In 1868 werd hij bevorderd tot inspecteur-generaal. Hij bezocht als hoofd van een mijnbouwdelegatie diverse landen, waaronder het Verenigd Koninkrijk. Ter gelegenheid van dit bezoek schreef hij het belangwekkende Mémoire sur le travail des femmes et des enfants dans les manufactures de l'Angleterre (1867).
Charles de Freycinet was tijdens de Frans-Duitse Oorlog (1870-1871) de naaste medewerker van de republikein Léon Gambetta en steunde diens Regering van Nationale Verdediging, die de keizerlijke regering-Cousin-Montauban was opgevolgd na de afkondiging van de Derde Franse Republiek op 4 september 1870. Gambetta benoemde hem tot prefect van het departement Tarn-et-Garonne in Zuid-Frankrijk. In oktober 1870 werd hij voorzitter van het militaire kabinet. Zijn neef, Justin de Selves (een latere minister van Buitenlandse Zaken), stond hem ter zijde als secretaris. Hij steunde de jonge officier Louis Nathaniel Rossel die Parijs weigerde over te geven aan de Duitsers en maakte de stad gereed om een invasie te weerstaan. Hij betoonde zich een slecht strateeg en lag voortdurend overhoop met generaal Louis d'Aurelle de Paladines. Freycinet was ook medeverantwoordelijk voor de desastreuze Franse campagne in het oosten van Frankrijk welke resulteerde in de vernietiging van het leger van generaal Charles-Denis Bourbaki. Toch werd Freycinet later dat jaar bevorderd tot Officier in het Franse Legioen van Eer.
In 1871 publiceerde hij een geschrift (La Guerre en province pendant le siège de Paris) waarin hij zijn handelwijze tijdens de oorlog verdedigde.

## Politieke carrière
Charles de Freycinet werd in 1876 als Républicain Opportuniste (Onafhankelijke Republikein) – aanhanger van Gambetta – in de Senaat (Sénat) gekozen als vertegenwoordiger van het departement Seine. Van 1877 tot 1879 was hij minister van Openbare Werken in het kabinet-Dufaure. In die functie presenteerde hij een ambitieus plan voor publieke investeringen, zoals de verbetering en uitbreiding van de spoorwegen. Het Plan Freycinet voorzag de bouw van 207 nieuwe spoorlijnen met een lengte van 17.000 km om zo alle onderprefecturen en ook de meeste hoofdplaatsen van de kantons aan te sluiten op het spoorwegnetwerk. Ook begon hij met de verbetering van de rivieren voor de scheepvaart en uitbreiding en modernisering van de kanalen. Hij initieerde het uitdiepen en verbreden van sluizen, die nog altijd Freycinetsluizen worden genoemd. De sluizen waren groot genoeg om de spits, of péniche, met een laadvermogen van 300 ton er door te laten.
Op 28 december 1879 volgde hij William Waddington op als premier (président du Conseil) en minister van Buitenlandse Zaken. Als premier maakte hij amnestie voor de communards mogelijk. Begonnen werd met de bouw van een fortengordel langs de Duitse grens, en in Madrid werd Marokko verdeeld in een Spaanse en een Franse invloedssfeer. Zijn gematigde opstelling ten opzichte van de rooms-katholieke orden leidde ertoe dat Gambetta zijn steun aan het kabinet introk en in september 1880 zag hij zich genoodzaakt om af te treden.
Hij steunde zijn opvolger Jules Ferry en diens politiek van hervorming en laïcisering van het onderwijs. In januari 1882 werd hij opnieuw premier en minister van Buitenlandse Zaken. Zijn weigering mee te doen aan het Britse bombardement op Alexandrië betekende de doodsteek voor de Franse invloed in Egypte. Zijn pogingen om de landengte van de Suez te bezetten om uiteindelijk een soort Franse invloedssfeer in Egypte te verkrijgen stuitte op de weigering van het parlement hiervoor de benodigde kredieten te verlenen. In augustus 1882 trad het kabinet-Freycinet af.
In april 1885 werd Freycinet minister van Buitenlandse Zaken in het kabinet-Brisson. In januari 1885 werd hij premier en behield daarnaast de ministerspost van Buitenlandse Zaken. Als premier trachtte hij binnenlandse hervormingen door te voeren, maar behalve het oplossen van de kwestie van de troonpretendenten was hij hierin niet echt succesvol. Succesvoller was zijn beleid van koloniale expansie. In december 1886 trad hij af en in 1887 deed hij een gooi naar het presidentsschap. Freycinet werd niet gekozen, omdat de radicalen hem weigerden te steunen. Marie François Sadi Carnot werd tot president gekozen.
Van 1888 tot 1893 en van 1898 tot 1899 was hij (als eerste burger sinds 1848) minister van Defensie in diverse kabinetten. In die functie hield hij vooral bezig met de modernisering van het Franse leger. Hij introduceerde de driejarige dienstplicht, een generale staf, een nieuw type geweer en kanon.
Op 17 maart 1890 werd Freycinet voor de laatste maal premier. Dit premierschap werd gekenmerkt door een opleving van de zogenoemde "klerikale kwestie" (namelijk het lesgeven van rooms-katholieke ordegeestelijken). Freycinets wetsvoorstel om het lesgeven door katholieke ordegeestelijken te verbieden werd door het Franse Parlement verworpen en in februari 1892 nam hij als premier ontslag.
Charles Louis de Saulces de Freycinet overleed op 94-jarige leeftijd, op 14 mei 1923 in Parijs. Hij werd begraven op de Cimetière de Passy.
Freycinet was sinds 1882 lid van de Académie des Sciences (Academie van Wetenschappen) en sinds 1890 van de Académie Française (Franse Academie).

## Werken (behalve de reeds genoemde)
- Traité de mécanique rationnelle (1858)
- De l'analyse infinitesimale (1860 ; 1881)
- Des pentes économiques en chemin de fer (1861)
- Emploi des eaux d'égout en agriculture (1869)
- Principes de l'assainissement des villes (1870)
- Traité d'assainissement industriel (1870)
- Essai sur la philosophie des sciences (1896)
- La Question d'Égypte (1905)